# Jobst Stephan von Kerckerinck zur Borg
Jobst Stephan von Kerckerinck zur Borg (* 20. August 1679; † 13. Oktober 1735 in Haus Borg) war Oberhofmarschall und Geheimrat des Kölner Kurfürsten Clemens August.

## Leben

### Herkunft und Familie
Jobst Stephan von Kerckerinck zur Borg wurde als Sohn des Hermann Stephan von Kerckerinck zur Borg (1645–1680) und seiner Gemahlin Anna Christine von Ketteler zu Harkotten geboren. Die Kerckerincks gehörten zu den münsterschen Patrizierfamilien, die im Erbmännerstreit eine wichtige Rolle spielten. Jobst Stephans Sohn Kaspar Nikolaus war einer der ersten aus diesem Stand, der 1729 nach dem langen Streit mit dem Domkapitel in den Genuss einer Dompräbende kam.
Am 9. Mai 1705 heiratete Jobst Stephan mit päpstlicher Bestätigung in Rorup Maria Agnes Dorothea von Ketteler zu Bollen († 1718). Aus der Ehe gingen die Kinder Theodora Elisabeth Francelina (1706–1770, ⚭ 1731 Caspar Bernhard Franz von Weichs zur Wenne (1695–1736)), Sophie Josephine, ⚭ 1732 Ferdinand Wilhelm von der Recke zu Steinfurt (1707–1761), Kaspar Nikolaus und Clemens August hervor.

### Wirken
Mit dem Erhalt der Tonsur im Jahre 1697 wurde Jobst Stephan auf ein geistliches Leben vorbereitet. Am 25. Juni 1710 durch den Kaiser in den Reichsfreiherrnstand erhoben, fand am 4. Dezember 1717 die Aufschwörung zur Münsterschen Ritterschaft statt. Damit gehörte er dem Landtag an, einem Gremium, das sich aus den drei Ständen zusammensetzte. Seine Aufgabe bestand in der Regelung des Steuerwesens und ab 1447 auch des Fehdewesens im Hochstift Münster.
Nachdem er das Amt des Kämmerers in Bayern ausgeübt hatte, wurde er am 18. Juni 1719 Obristküchenmeister in Münster und später auch in Paderborn. Die Ernennung zum kurkölnischen Wirklichen Geheimen Rat datiert auf den 4. April 1723. Bevor Kerckerinck im Jahre 1735 zum Obristhofmarschall ernannt wurde, war er als Hofmarschall in Köln eingesetzt.

### Sonstiges
Sein Sohn Kaspar Nikolaus brachte die Familie in eine schwere Schuldenkrise, die im Jahre 1749 zum Konkurs führte. Erst 1782 gelang es dessen Sohn Clemens August, das Konkursverfahren zu beenden.

### Auszeichnungen
- 1. Januar 1726 Großkreuzherr des St. Michael-Ritterordens
- Kriegsrat